# Johannsenomyia angulosa
Johannsenomyia angulosa är en tvåvingeart som beskrevs av Meillon och Wirth 1983. Johannsenomyia angulosa ingår i släktet Johannsenomyia och familjen svidknott. Inga underarter finns listade i Catalogue of Life.